# Sportåret 1875

## Händelser

### Amerikansk fotboll
- 13 november - Harvard och Yale möts i första collegefotbollsmatchen med matchdräkter.[1]

### Bandy
- Okänt datum - Den första kända organiserade bandymatchen spelas i Crystal Palace i London, England, Storbritannien. Spelet är vid denna tid känt som "Hockey on the ice".[2]

### Baseboll
- Boston Red Stockings vinner National Association.[3]

### Bowling
- 13 november - National Bowling Association grundas i New York.[1]

### Boxning
- 1 januari-31 december - Inga större matcher utkämpas under 1875. Tom Allen förblir amerikansk mästare.[4]

### Cricket
- Okänt datum - Nottinghamshire CCC vinner County Championship [5].

### Hästsport
- 17 maj - Oliver Lewis på Aristides vinner första Kentucky Derby på tiden 2:37.75.[1]

### Ishockey
- 3 mars - Första nedtecknade ishockeymatchen spelas i Montréal.[1]

### Rodd
- 20 mars - Oxfords universitet vinner universitetsrodden mot Universitetet i Cambridge.

## Födda
- 27 januari – Gunnar Höjer, svensk gymnast, olympisk guldmedaljör.
- 29 mars – Johan Edman, svensk dragkampare, olympisk guldmedaljör.
- 18 juli – Gudbrand Skatteboe, norsk sportskytt, olympisk guld- och silvermedaljör.
- 8 oktober – Lawrence Doherty, brittisk tennisspelare, olympisk guldmedaljör.
- 4 november – August Gustafsson, svensk dragkampare, olympisk guldmedaljör.

## Avlidna
- 25 december: Tom Morris Jr, skotsk golfspelare (* 1851)

### Fotnoter
1. 1 2 3 4  ”Chronology of Sports”. Arkiverad från originalet den 22 juli 2011. https://web.archive.org/web/20110722012455/http://worldtimeline.info/sports/. Läst 18 juli 2011.
2. ↑  ”Bandyhistoria 1875–1919”. Svenska Bandyförbundet. Arkiverad från originalet den 4 juni 2015. https://web.archive.org/web/20150604010835/http://www.svenskbandy.se/BANDY-INFO/FORBUNDET/Historikochstatistik/Historiskamilstolpar/Bandyhistoria1875-1919/. Läst 15 mars 2011.
3. ↑  ”The 1875 Season” (på engelska). Retrosheet. http://www.retrosheet.org/boxesetc/1875/Y_1875.htm. Läst 11 augusti 2015.
4. ↑  Cyber Boxing Zone – Tom Allen. läst 12 november 2009.
5. ↑  En inofficiell titel fram till december 1889 då första officiella County Championship spelades.